# Pierino Munari
Pierino Munari, all'anagrafe Pietro Commonara (Frattamaggiore, 9 settembre 1927 – Roma, 6 maggio 2017) è stato un batterista italiano.
Tra i più attivi e apprezzati batteristi italiani (si era guadagnato l'appellativo di "uomo dal polso d'oro"), ha eseguito le colonne sonore di numerosi film di rilievo del cinema nazionale, quali Il buono, il brutto, il cattivo, La battaglia di Algeri, Per amare Ofelia, Il prof. dott. Guido Tersilli primario della clinica Villa Celeste convenzionata con le mutue, Uomini contro, Sette uomini d'oro, Riusciranno i nostri eroi a ritrovare l'amico misteriosamente scomparso in Africa?, e altri ancora.

## Biografia

### Gli esordi
Pierino Munari debutta all'età di dieci anni come attrazione teatrale. Con il padre Tommaso e i fratelli Armando e Gegé forma l'Orchestra Munari.
Nel 1944 è con varie orchestre della 15ª Armata americana, tappa fondamentale per la sua formazione jazzistica. Il suo stile richiama i grandi virtuosi del west coast jazz come Shelly Manne e Buddy Rich.
L'orchestra Munari si distinguerà tra i primi organici a introdurre lo swing in Italia.
A Napoli suona al Circolo Napoletano del jazz con varie formazioni tra cui quelle di Lucio Reale e Carol Danell; con Lino Quagliero e Baldo Maestri è successivamente in tournée per l'Italia, dal Quirino di Roma ad altre piazze importanti fino a Portofino. Incide dischi per le etichette Vis Radio e La Voce del Padrone, al fianco di artisti quali Sergio Bruni, Peppino Principe e Gloria Christian e con i maestri Gino Conte, Carlo Esposito e Angelo Giacomazzi.

Pierino Munari con la batteria Ludwig

Partecipa al Festival di Napoli nel 1957, 1958 e 1961.
Si trasferisce a Roma alla fine del 1959, chiamato dal maestro Zurletti per la trasmissione radiofonica Campo de' Fiori, e in breve passa sotto la direzione di Marcello De Martino e Lelio Luttazzi. Seguono altre trasmissioni: Moderato Swing con Piero Umiliani, Nunzio Rotondo Jazz, 30 anni di Swing con Luttazzi (realizzato anche su disco), Il palio della canzone con l'orchestra del M° Cinico Angelini.
Diventa subito socio dell'Unione Musicisti Roma ed entra a far parte della grande "famiglia" di artisti legati alla RCA Italiana, divenendo uno dei batteristi più richiesti e affidabili.
Partecipa al Festival di Sanremo 1960 e 1962 con l'orchestra del M° Cinico Angelini, quindi è al Festival delle Rose organizzato sempre dalla RCA Italiana presso l'Hotel Hilton di Roma, negli anni dal 1964 al 1967.

### Collaborazioni
Tra le tante collaborazioni di Pierino Munari, è notevole quella con Domenico Modugno, che egli ha seguito in tour mondiale, con prima tappa al Madison Square Garden.
Ha avuto modo di collaborare anche con Paul Anka, Neil Sedaka, Nicola Arigliano, Renato Carosone, Lucio Dalla, Johnny Dorelli, Edoardo Vianello, Sergio Endrigo, Jimmy Fontana, Little Tony, Milva, Mina, Gianni Morandi, Nora Orlandi, Gino Paoli, Rita Pavone, Tony Renis, Nini Rosso, Bobby Solo, Ornella Vanoni e Alessandro Alessandroni.
È stato inoltre il batterista per 3 edizioni del programma televisivo La Corrida condotto da Corrado sotto la direzione del maestro Roberto Pregadio, con il quale ha tenuto diverse tournée negli ultimi anni.

### Altre produzioni
Nel 1964, la Meazzi, casa della batteria Hollywood, lo ha voluto come testimonial, nello stesso anno Munari ha parteciptoa al 1° Cantagiro con la Big Band della Rai.
Partecipa alle più importanti manifestazioni italiane di musica jazz e mostra appieno la sua versatilità incidendo con maestri italiani e internazionali, tra i quali Luis Bacalov, Gato Barbieri, Franco Bixio, Bruno Canfora, Carmine Coppola, Lehman Engel, Gianni Ferrio, Jerry Goldsmith, Toshiro Mayuzumi, Ennio Morricone, Mario Nascimbene, Bruno Nicolai, Riz Ortolani, Piero Piccioni, Berto Pisano, Robby Poitevin, Roberto Pregadio, Nino Rota, Miklós Rózsa, Carlo Rustichelli, Vince Tempera, Vito e Giovanni Tommaso, Armando Trovajoli, Piero Umiliani.

## Colonne sonore
Pierino Munari ha partecipato come esecutore in più di 500 colonne sonore cinematografiche.
Tra le più importanti:
- Papillon, Cassandra Crossing (musiche di Jerry Goldsmith);
- Trilogia del dollaro, Uccellacci e uccellini, La battaglia di Algeri, C'era una volta il West, Metti, una sera a cena, Indagine su un cittadino al di sopra di ogni sospetto, Sacco e Vanzetti, La classe operaia va in paradiso, Giù la testa, L'Anticristo, Il prefetto di ferro, C'era una volta in America (Ennio Morricone);
- Fumo di Londra, C'era una volta, Il medico della mutua, Il prof. dott. Guido Tersilli primario della clinica Villa Celeste convenzionata con le mutue (Marcia di Esculapio), Polvere di stelle, Finché c'è guerra c'è speranza, Il malato immaginario, Il Boom, Ti ho sposato per allegria (Piero Piccioni)
- Un borghese piccolo piccolo (Giancarlo Chiaramello);
- Anonimo veneziano (Stelvio Cipriani);
- Il padrino - Parte III (Carmine Coppola);
- La Bibbia (Toshiro Mayuzumi);
- Il sorpasso, Mondo cane, Africa addio, Per amare Ofelia (Riz Ortolani);
- Il marchese del Grillo, Ginger e Fred (Nicola Piovani);
- Barabba (Mario Nascimbene);
- La grande guerra, Boccaccio '70, 8½, Giulietta degli Spiriti, Romeo e Giulietta, Amarcord (Nino Rota);
- The Golden Voyage of Sinbad (Miklós Rózsa);
- Divorzio all'italiana, L'armata Brancaleone, L'Odissea (Carlo Rustichelli);
- Ieri, oggi, domani, Matrimonio all'italiana, Sette uomini d'oro, Riusciranno i nostri eroi a ritrovare l'amico misteriosamente scomparso in Africa?, 7 volte 7, Nell'anno del Signore, Dramma della gelosia (tutti i particolari in cronaca), C'eravamo tanto amati, Una giornata particolare (Armando Trovajoli)
- Django (Luis Bacalov);
- I soliti ignoti (Piero Umiliani).

## Discografia
- Ultimo tango a Parigi (United Artists, Uas 29440)
- Rugantino (CAM, CA 2468)
- Angeli in bandiera (Ricordi/Carosello, PLP 327)
- Alleluja brava gente (RCA, PSL 10507)
- Aggiungi un posto a tavola (CGD, CGD 88119)
- Accendiamo la lampada (CAM, SAG 9103; AMP 226)
- Barnum (CGD)

## Commedie musicali
Oltre alle registrazioni, Pierino Munari ha partecipato a numerose commedie musicali, anche nella figura di capo orchestra:
- Accendiamo la lampada - Musiche di Armando Trovajoli
- Aggiungi un posto a tavola (Due edizioni e tour in Italia) - Musiche di Armando Trovajoli
- Alleluja brava gente - Musiche di Domenico Modugno e Renato Rascel
- Angeli in bandiera - Musiche di Bruno Canfora
- Applause - Musiche di Gianni Ferrio
- Barnum con Massimo Ranieri
- Rugantino (Due edizioni) - Musiche di Armando Trovajoli